# Vasiljka Jezovšek
Répertoire
Bach, Haendel, Gluck
Vasiljka Jezovšek est une soprano allemande née en 1971.

## Biographie
Vasiljka Jezovšek est née à Lauterbach en Hesse (Allemagne) en 1971.

## Carrière
Vasiljka Jezovšek étudie le chant avec Klesie Kelly au Conservatoire de Cologne puis, elle acquiert la maîtrise de l'opéra pendant un an, avec Valerie Masterson à la Royal Academy of Music de Londres. Jeune cantatrice, elle perfectionne son chant avec  Margreet Honig aux Pays-Bas.
Au cours de ses études, elle est déjà engagée par de nombreux festivals européens dont le Festival des Flandres, le Festival Musikfestspiele de Dresde (Allemagne) et  le BBC Proms de Londres. Vasiljka Jezovsek est finaliste du 52e concours d'opéra du Teatro Lirico de Spoleto. En 1998, elle remporte un 3e prix au Concours Riccardo Zondai de Rovereto et reçoit le prix spécial de la meilleure interprétation de Mozart au théâtre de Klagenfurt.
Cette artiste a donné, entre autres, des concerts avec des ensembles réputés se consacrant à la musique ancienne. Elle   entreprend des tournées internationales où elle chante sous la direction de chefs renommés : Iván Fischer, Robin Gritton, Helmuth Rilling et Wolfgang Schäfer, Thomas Hengelbrock (la Création de Haydn au Festival de Schleswig-Hostein), Philippe Herreweghe (Cantate BWV 105 de Bach aux BBC Proms de Londres). Vasiljka Jezovšek se produit à l'occasion d'importants concerts dans des endroits réputés d'Europe tels que le Concertgebouw d'Amsterdam, le Royal Albert Hall de Londres, le Schauspielhaus de Berlin et le Musikhalle de Hambourg. Elle entreprend des tournées avec le Dresdner Kreuzchor et le Collegium Vocale Gent qui la conduisent jusqu'en Afrique du Sud.
Le répertoire étendu de Vasiljka Jezovšek, gravé sur de nombreux CD, s'étend des compositeurs des XVIIe et XVIIIe siècles tels que Bach, Haendel et Mozart à la  musique romantique française et allemande. Elle est également l'interprète de musique contemporaine au sein du Mutare Ensemble de Francfort. La radio de Hesse et Radio France l'invitent à chanter des Lieders de Schubert et de Beethoven.
À l'opéra, elle chante le rôle-titre de Deidamia de Haendel, et celui d'Eurydice dans L'Orfeo de Monteverdi. Elle incarne Michal de l'oratorio Saül au Händel Festival de Halle.

## Enregistrements sélectifs

### CD
- 1999 Endimione (Cappella Coloniensis) - Chef d'orchestre Bruno Weil - Deutsche Harmonia Mundi (de) - ASIN : B00000E6WD
- BWV 57, BWV 57, BWV 110, BWV 122, BWV 138 - Chef d'orchestre Philippe Herreweghe
- (en) Israël en Égypte
- Cantates de Noël - Chef d'orchestre Philippe Herreweghe

## Source
(en) Vasiljka Jezovšek sur Bach-cantatas.com